# Ordine cistercense

Lo stemma dell'ordine: esso reca le armi del ducato di Borgogna (bandato d'oro e d'azzurro e bordato di rosso) sovrapposte a quelle del regno di Francia (d'azzurro, seminato di gigli)

L'Ordine cistercense (in latino Ordo cisterciensis, sigla O.Cist.) è un ordine monastico di diritto pontificio. Ebbe origine dall'abbazia di Cîteaux (in latino Cistercium), in Borgogna, fondata da Roberto di Molesme nel 1098. Sorse all'interno della congregazione cluniacense, dal desiderio di maggiore austerità di alcuni monaci e da quello di ritornare alla stretta osservanza della regola di san Benedetto e al lavoro manuale. L'ordine è organizzato in monasteri autonomi riuniti in congregazioni monastiche, ciascuna delle quali dotata di costituzioni proprie, ed è retto da un abate generale residente a Roma.

## Storia

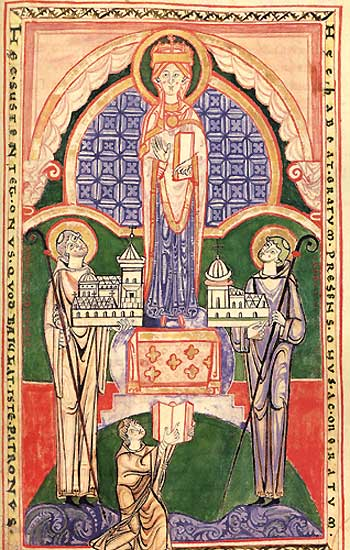
I santi primi abati di Cîteaux: Roberto di Molesme, Alberico di Cîteaux e Stefano Harding.

### Le origini
L'esatta ricostruzione delle vicende storiche che hanno portato alla nascita dell'ordine cistercense è alquanto difficoltosa, sia per la scarsità e l'incerta datazione dei documenti sia per il fatto che la sua origine non è tanto ricollegabile all'intuizione di un singolo fondatore quanto alla ricerca progressiva, condotta da un gruppo di monaci, di una nuova forma di vita religiosa.
L'abbazia madre di Cîteaux venne fondata da Roberto, esponente di una nobile famiglia della Champagne e già priore di numerosi monasteri benedettini: dopo un'esperienza eremitica condotta nella foresta di Collan, nel 1075 fondò un monastero benedettino riformato a Molesme, in Borgogna, e ne venne eletto abate. Poiché, nonostante le sue intenzioni, il monastero divenne una ricca abbazia, con alle dipendenze una trentina di priorati, Roberto, deciso a mettere in pratica una stretta osservanza della regola di san Benedetto, raccolse ventuno membri della comunità e il 21 marzo 1098, con l'approvazione del legato pontificio Ugo di Romans e sotto la protezione del duca Oddone I di Borgogna, diede inizio a una nuova comunità monastica a Cîteaux (in latino Cistercium), nei pressi di Digione, dove il visconte Rainaldo di Beaune gli aveva donato una chiesa e dei terreni.
Per sottolineare la loro intenzione di condurre un più austero stile di vita nel novum monasterium, i monaci della comunità rinnovarono i loro voti nelle mani di Roberto. Nell'estate del 1099 papa Urbano II ordinò a Roberto di tornare nell'abbazia di Molesme e i monaci di Cîteaux elessero come suo successore Alberico, il quale riuscì a ottenere da papa Pasquale II l'approvazione per il suo monastero e, con il Privilegium romanum del 19 ottobre 1100, la sua libertà da intromissioni di autorità ecclesiastiche o secolari. Ad Alberico succedette l'inglese Stefano Harding, che dopo essersi formato presso l'abbazia di Sherborne e poi a Parigi e a Roma e dopo aver conosciuto la vita monastica così come condotta a Cluny, Camaldoli e Vallombrosa, era entrato tra i monaci di Molesme e aveva poi aderito al gruppo riformato di Cîteaux. Sotto il suo governo, la vita religiosa fiorì e la situazione economica dell'abbazia migliorò significativamente.
Nella primavera del 1112 entrò nella comunità il nobile Bernardo di Fontaines, che portò con sé trenta suoi compagni. Il crescente afflusso di persone desiderose di far parte della comunità rese necessaria la fondazione di monasteri filiali: il primo sorse a La Ferté nel 1113, nel 1114 ne venne fondato uno a Pontigny, poi uno a Morimond e nel 1115 dodici monaci guidati da Bernardo diedero vita al monastero di Clairvaux (o Chiaravalle), del quale Bernardo fu il primo abate. Le quattro abbazie così fondate sono chiamate abbazie primigenie.
Pur avendo ricoperto solo la carica di abate del monastero di Clairvaux, Bernardo diede il contributo fondamentale alla diffusione dell'ordine in tutta Europa e al consolidamento del suo assetto organizzativo. Monasteri affiliati a Cîteaux sorsero presto anche al di fuori dei confini francesi (nel 1120 a Tiglieto, in Liguria, nel 1123 a Kamp, in Renania, nel 1124 a Lucedio, in Piemonte), ma il massimo sviluppo dell'ordine si ebbe tra il 1124 e il 1151 (i monasteri dipendenti da Cîteaux divennero 160, diffusi anche in Spagna, Svezia, Svizzera e isole britanniche).
Due papi provennero dall'Ordine cistercense: Eugenio III e Benedetto XII.

### Il governo dell'ordine

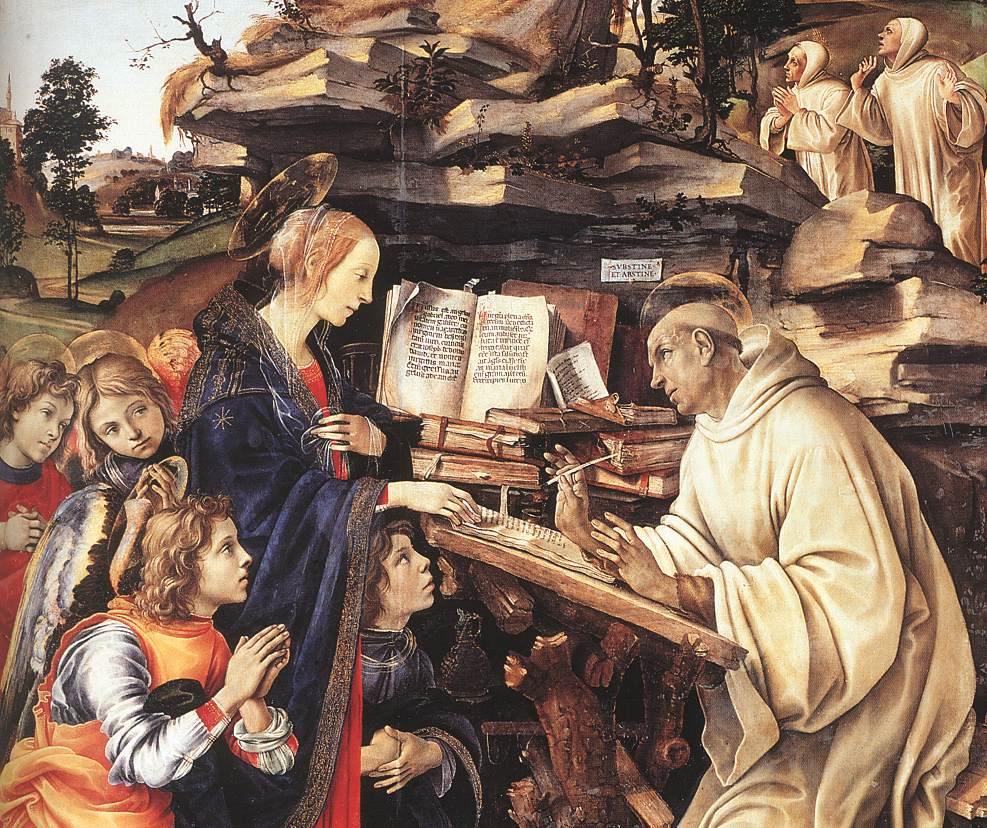
La Vergine appare a san Bernardo: particolare di un'opera di Filippino Lippi.

I fondamenti della struttura giuridica del monachesimo cistercense sono esposti nella Charta caritatis, redatta sotto l'abate Stefano Harding, e più volte modificata. Tra il 1152 e il 1165 la Charta caritatis ricevette almeno cinque approvazioni pontificie mediante cinque bolle aventi tutte il medesimo titolo (Sacrosanta Romana Ecclesia): la prima, di papa Eugenio III, venne promulgata il 1º agosto 1152; la seconda, di papa Anastasio IV, promulgata il 9 dicembre 1153; la terza, di papa Adriano IV, del 18 febbraio 1157; la quarta e la quinta, entrambe di papa Alessandro III, promulgate rispettivamente il 15 ottobre 1163 e il 5 ottobre 1165.
In contrapposizione al tradizionale modello organizzativo benedettino, che prevedeva la totale autonomia di ogni monastero rispetto agli altri e la dipendenza dall'autorità vescovile, e a quello rigidamente centralizzato di Cluny, governato dall'abate di Cluny rappresentato in ogni monastero da un priore da lui confermato, i cistercensi crearono un sistema di abbazie autonome, legate tra loro da legami di fratellanza, sotto il controllo del capitolo generale al quale partecipavano tutti gli abati.
Fatta salva la piena autonomia di ogni monastero, per garantire che in ogni casa dell'ordine venissero rispettate la legislazione e le consuetudini cistercensi, ogni abbazia doveva essere visitata annualmente dall'abate dell'abbazia-madre (quella da cui erano provenuti i monaci che l'avevano fondata); ogni monastero poteva assurgere al rango di abbazia madre fondando filiali, nei confronti delle quali veniva a possedere i diritti di sorveglianza. L'abbazia madre di Cîteaux veniva visitata congiuntamente dai quattro "protoabati" (gli abati delle prime quattro fondazioni di Cîteaux: La Ferté, Pontigny, Clairvaux e Morimond).
Al vertice della struttura organizzativa dell'ordine cistercense era posto il capitolo generale, l'assemblea generale di tutti gli abati che si riuniva ogni anno a Cîteaux sotto la presidenza del suo abate: le decisioni del capitolo avevano carattere vincolante anche per l'abate di Cîteaux e i protoabati. Tale sistema entrò in crisi proprio a causa del grande sviluppo dell'ordine: la diffusione dei cistercensi in tutta Europa, il grande numero delle abbazie e le distanze, per l'epoca, enormi tra le abbazie-madri e le abbazie-figlie resero sempre più difficili la partecipazione di tutti gli abati al capitolo generale annuale e la visita canonica. Nel 1422 il capitolo generale istituì i vicari generali con il compito di visitare i monasteri di una certa provincia, ma non si trattò di una soluzione efficace.

### Lo sviluppo dell'ordine

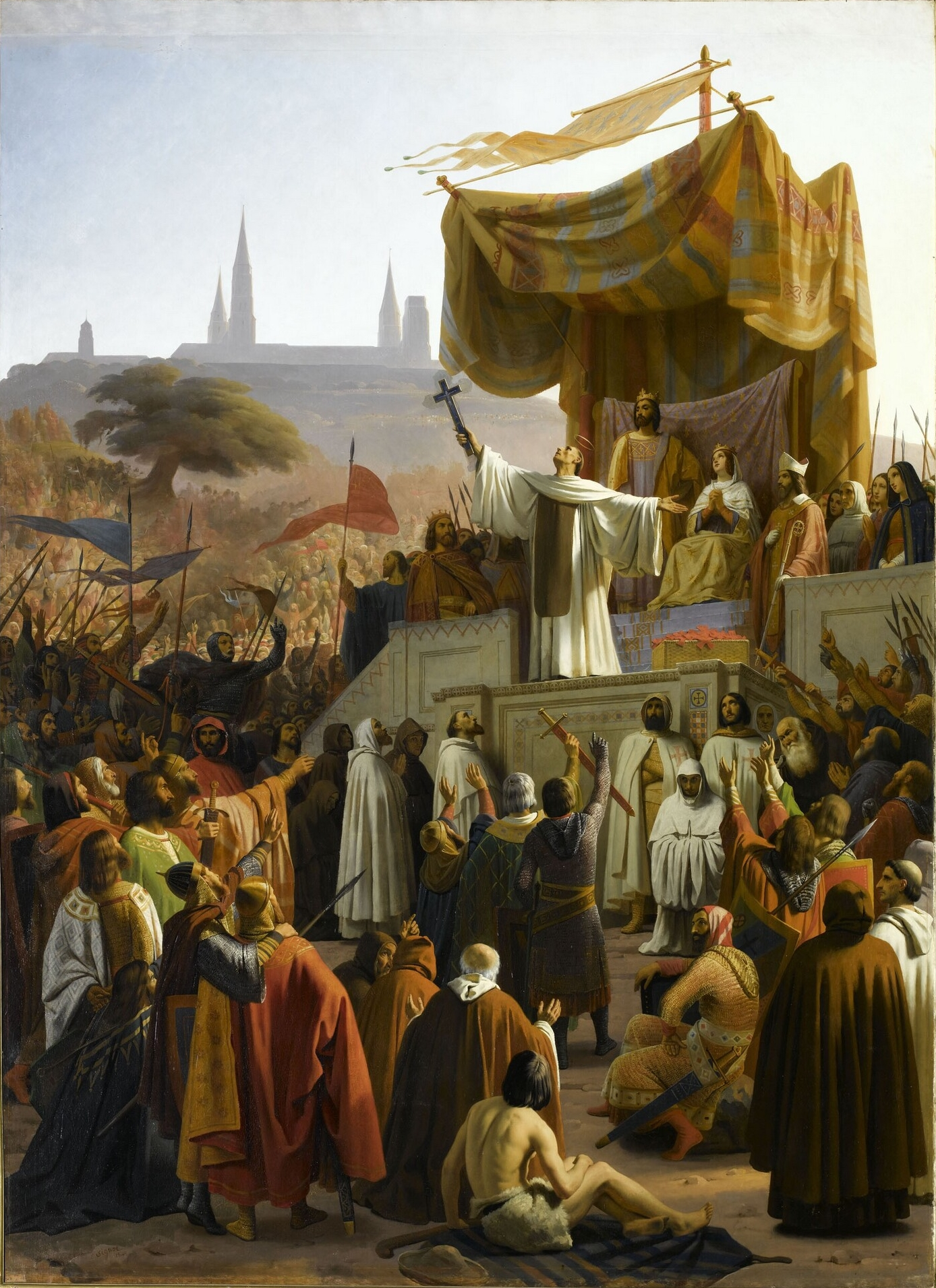
Bernardo predica la II crociata a Vézelay: dipinto di Émile Signol

L'ordine ebbe un ruolo primario nelle crociate, alle quali presero parte anche monaci e abati con compiti diplomatici e di assistenza spirituale: la predicazione della seconda crociata venne affidata dal cistercense papa Eugenio III a Bernardo di Chiaravalle, che la sostenne eloquentemente a Vézelay e a Spira; l'uccisione del vescovo cistercense Pietro di Castelnau, legato papale mandato da papa Innocenzo III a predicare contro i catari, segnò l'inizio della crociata albigese.
Importante fu anche il ruolo dei cistercensi nell'organizzazione degli ordini cavallereschi: Bernardo contribuì alla redazione della regola dei Templari e nel 1135 dedicò loro il trattato De laudibus novae militiae.
Le fonti antiche descrivono Cîteaux come un locum horroris et vastae solitudinis (luogo di orrore e grande solitudine) e, sul modello della primitiva abbazia, tutte le nuove fondazioni cistercensi dovevano programmaticamente insediarsi in luoghi isolati. Anche per questo il loro nome è stato sempre associato al progresso nella bonifica e nel dissodamento di territori inospitali e incolti. Secondo la storiografia più recente, invece, l'accento posto nei primi documenti sul presunto isolamento di Cîteaux fu soprattutto un artificio retorico escogitato dall'ordine in fase di consolidamento, ma anche un'operazione ideologica volta a creare una tradizione che desse lustro al Novum monasterium.
Per la fondazione di nuovi monasteri, quindi, non si sceglievano sempre luoghi deserti e incolti: le nuove abbazie venivano generalmente fondate in luoghi ricchi d'acqua e in bella posizione (i nomi dati a essi, come Beaulieu, Vauluisant, Clairvaux o Aiguevives, riflettevano tali caratteristiche). Erano i cistercensi a dare a questi luoghi un carattere di solitudine, acquistando i terreni circostanti e i diritti a essi legati.
Pur emettendo voto di povertà, i cistercensi non misero mai in discussione il possesso di terre o denaro (in capo all'abbazia quale soggetto di diritto pontificio e non alla disponibilità dei singoli): anzi, nel capitolo generale del 1134 si permise espressamente la possibilità di acquistare terre, vigne, pascoli, boschi e corsi d'acqua. Solo grazie a questi beni i monaci sarebbero stati in grado di provvedere a sé stessi con il loro lavoro, come prescritto dalla regola di san Benedetto, e si sarebbero garantiti la libertà necessaria per realizzare la forma di vita monastica.
Poiché l'adempimento degli uffici corali, l'opus Dei e la lectio divina impegnavano notevolmente i monaci e non consentivano ai monaci di dedicarsi ai lavori agricoli, presto (almeno dal 1119) i cistercensi accolsero l'istituto dei conversi: i conversi erano religiosi laici provenienti generalmente dagli strati più bassi della popolazione, partecipavano dei beni spirituali e temporali dell'ordine, si legavano al monastero mediante voti ed erano destinati unicamente al lavoro manuale; essi però non potevano ascendere allo status di monaci (come avveniva, invece, presso i cluniacensi) ed era loro rigorosamente interdetta qualsiasi attività monastica, come lo studio e la lettura dei libri. Ai conversi erano destinati spazi separati sia all'interno del monastero che nella chiesa abbaziale.
L'impiego di questa forza lavoro non retribuita consentì all'ordine di organizzare un proprio sistema economico basato sulle grange, delle aziende agricole dipendenti dai monasteri che avevano il compito di sfruttare, valorizzandoli, i terreni loro affidati: questo sistema si rivelò estremamente efficiente e fece dei cistercensi dei pionieri nelle tecniche di bonifica, coltivazione e allevamento (specialmente degli ovini).
La produzione delle grange eccedeva abbondantemente il fabbisogno dei monasteri: i prodotti in eccesso venivano messi sul mercato e, poiché lo stile delle loro abbazie era ispirata a principi di grande sobrietà, la ricchezza prodotta veniva reinvestita nelle attività agricole. Questa continua espansione economica condusse a rendere insufficiente la forza dei conversi e costrinse i cistercensi ad assumere anche lavoratori salariati.

### La divisione dell'ordine e le sue riforme

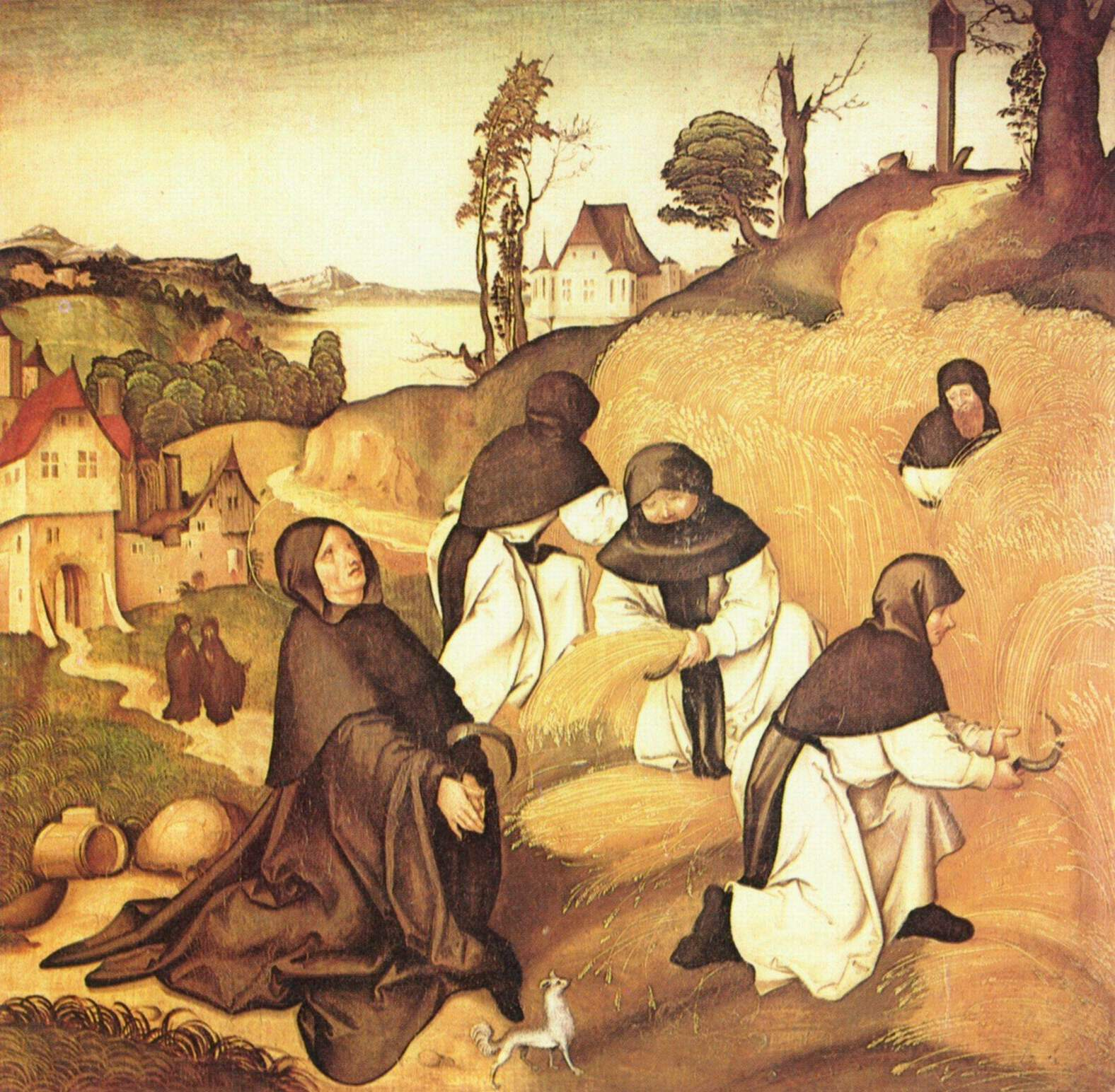
Monaci cistercensi al lavoro nei campi (dalle scene della vita di san Bernardo)

La forza propulsiva dei cistercensi iniziò a esaurirsi nel XIII secolo, parallelamente alla grande diffusione degli ordini mendicanti.
I monasteri cistercensi, prendendo a modello i benedettini e la riforma di Santa Giustina di Ludovico Barbo, iniziarono a federarsi in congregazioni a carattere regionale o nazionale (anche per evitare il fenomeno della commenda e per conservare la regolare osservanza): la prima congregazione fu quella di Castiglia, fondata da Martino de Vargas ed eretta da papa Martino V nel 1425, seguita da quella italiana di San Bernardo (eretta da papa Alessandro VI nel 1497), che riuniva le abbazie lombarde e piemontesi.
La divisione dell'ordine in congregazioni (che, diversamente dai vicariati, erano riconosciute dalla Santa Sede), che pure mantenevano un certo legame con l'abbazia madre di Cîteaux e il capitolo generale, significò la fine per l'unità dell'ordine.
Le tendenze riformistiche sorte nell'ordine a partire dal XVI secolo portarono anche alla nascita di congregazioni di riforma che si resero poi completamente autonome dal capitolo generale cistercense. Nel 1577, per esempio, l'abate Jean Baptiste de la Barrière ripristinò la rigorosa osservanza della regola di san Benedetto nel monastero di Notre-Dame de Feuillant e vi introdusse l'obbligo del silenzio e altre pratiche più austere: papa Sisto V nel 1586 approvò tale riforma e nel 1587 autorizzò La Barrière a riformare anche altri monasteri. Sorse così la congregazione dei Foglianti, diffusasi anche in Italia dove i monaci vennero detti Bernardoni, resa indipendente da Cîteaux nel 1592 da papa Clemente VIII.
Dal 1664 Armand Jean Le Bouthillier de Rancé, abate del monastero cistercense di Notre-Dame de la Trappe, assieme ad alcuni monaci di Perseigne, cercò di riportare la sua abbazia alla forma di vita originaria di Cîteaux, interpretando la Charta caritatis in senso fortemente rigoristico e imponendo ai suoi monaci una vita di stretta clausura e di penitenza, fatta di digiuni e rigoroso silenzio. La riforma di La Trappe venne approvata con breve del 2 agosto 1677 e si estese rapidamente ad altri monasteri cistercensi, dando origine ad alcune congregazioni dette della stretta osservanza: nel 1892 queste congregazioni vennero fuse e costituite in ordine autonomo.

### La decadenza e la rinascita
La guerra dei cent'anni, le guerre hussite e la Riforma protestante causarono gravi perdite all'ordine e portarono alla scomparsa dei cistercensi da vaste regioni d'Europa centrale e settentrionale. Nel 1790, con la Rivoluzione, tutti i monasteri cistercensi di Francia vennero soppressi e con l'epoca napoleonica le secolarizzazioni si estesero ad altri paesi europei. Nel corso del XIX secolo governi liberali ordinarono la dissoluzione dei monasteri in Portogallo (1834), Spagna (1835) e Svizzera (1848).
La ripresa iniziò sotto il pontificato di Pio VII, che invitò le abbazie romane di Santa Croce in Gerusalemme e San Bernardo alle Terme a ricostituire la congregazione italiana di San Bernardo. Nel 1869 i rappresentanti dei monasteri superstiti si riunirono a Roma sotto la presidenza di Teobaldo Cesari, abate di San Bernardo alle Terme, e decisero di ripristinare la carica di abate generale dell'ordine. I monasteri della stretta osservanza non parteciparono alla riunione e nel 1892 la Santa Sede sanzionò la definitiva indipendenza delle tre congregazioni riformate che andarono a costituire l'ordine di Nostra Signora della Trappa.

## Organizzazione

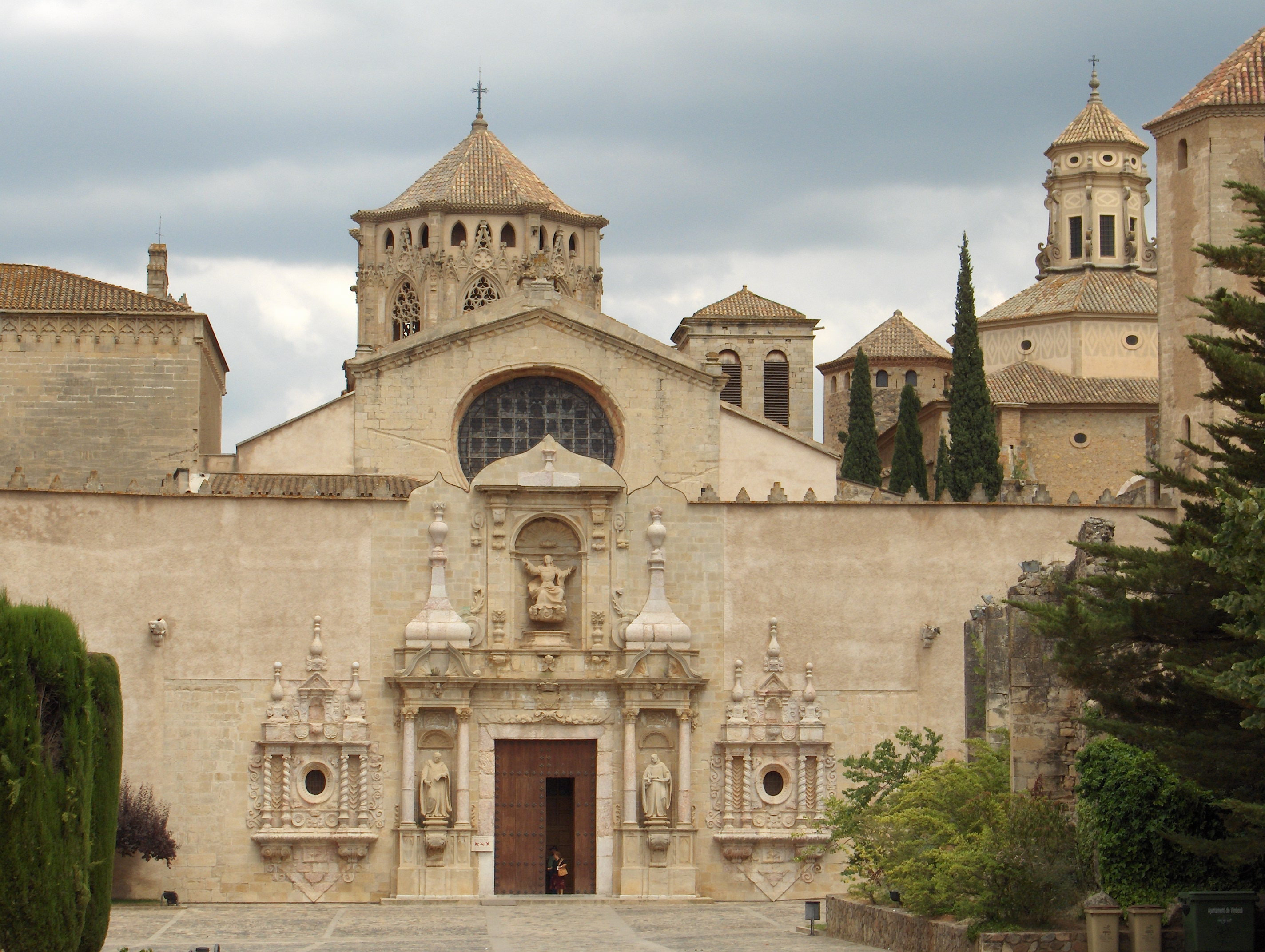
Il monastero di Santa Maria di Poblet

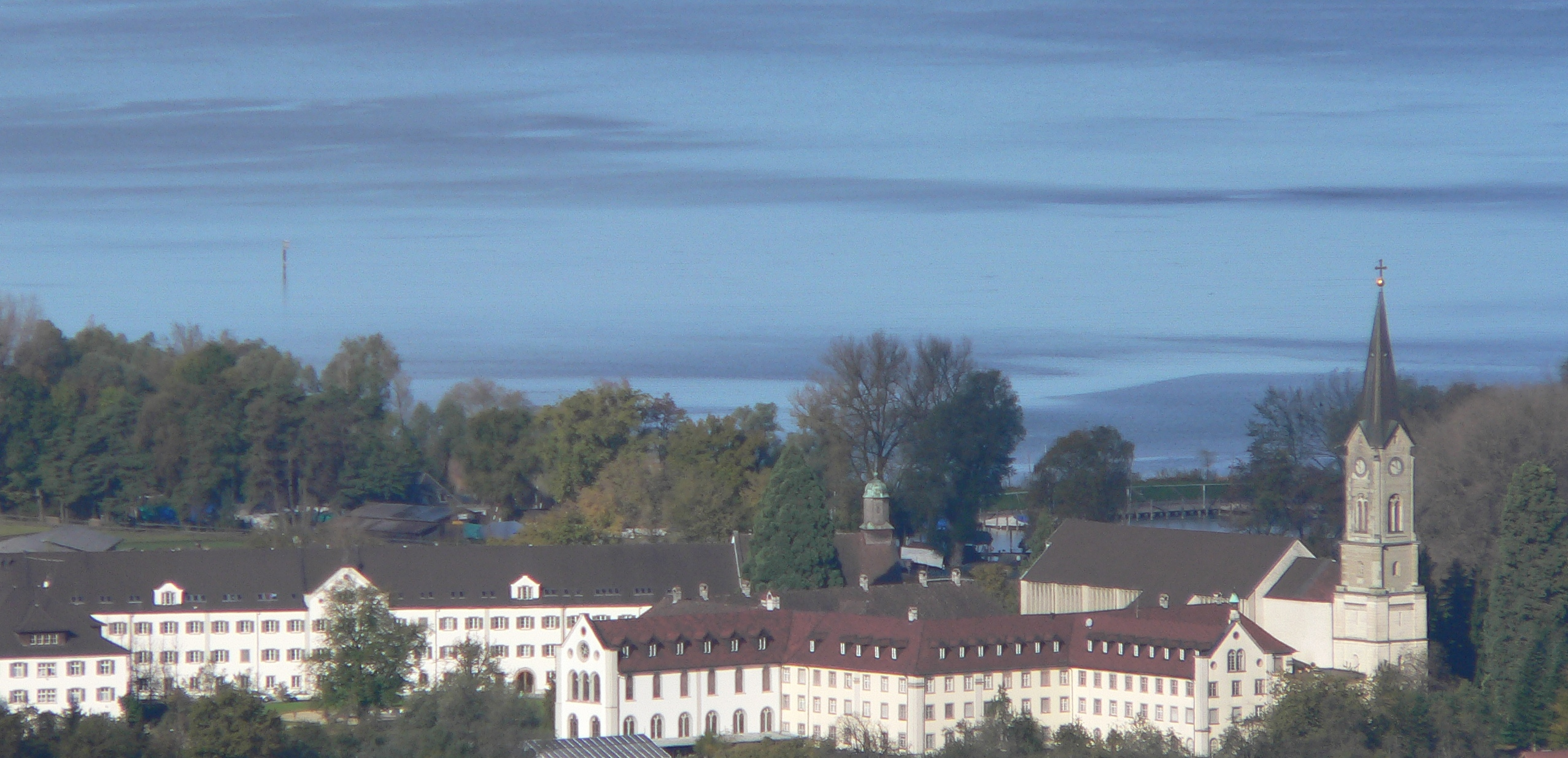
L'abbazia di Wettingen-Mehrerau

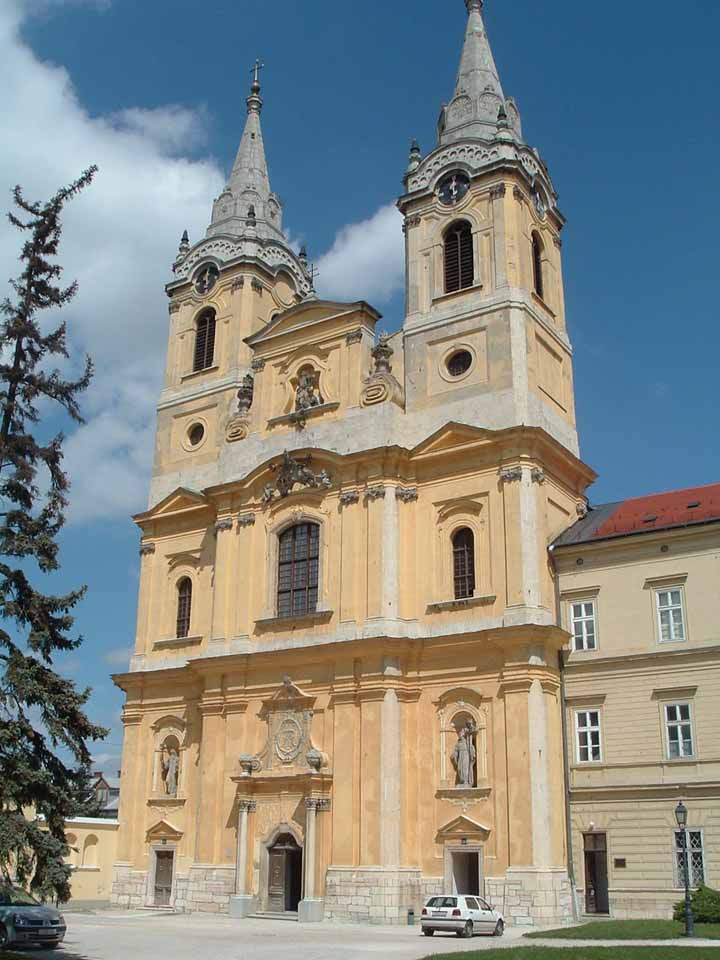
La chiesa abbaziale di Zirc

L'ordine cistercense è composto dalle congregazioni monastiche riunite in esso e da altri monasteri non legati a nessuna congregazione; le congregazioni, a loro volta, sono composte da abbazie e priorati conventuali sui iuris e dalle case da essi dipendenti. Al 2010, l'ordine riunisce le seguenti undici congregazioni (le congregazioni sono elencate in ordine storico-giuridico di precedenza: i dati statistici sono riferiti alla fine del 2008);
- congregazione di San Bernardo in Italia (congregatio S. Bernardi in Italia)[31], fondata il 23 dicembre 1497. Conta 10 case e 93 membri, 51 dei quali sacerdoti. L'abate presidente risiede presso l'abbazia della Madonna dei Lumi, a San Severino Marche;[3]
- congregazione della Corona d'Aragona (congregatio Coronae Aragonum) fondata il 19 aprile 1616 e restaurata il 16 luglio 1987. Conta 2 case e 38 membri, 17 dei quali sacerdoti. L'abate presidente risiede presso il monastero di Santa Maria di Poblet;[3]
- congregazione di Mehrerau (congregatio Augiensis)[32], fondata il 10 luglio 1624. Conta 7 case e 126 membri, 77 dei quali sacerdoti. L'abate presidente risiede presso l'abbazia di Wettingen-Mehrerau, a Bregenz;[3]
- congregazione di Maria Mediatrice (congregatio B.M.V. Mediatricis)[33], fondata il 28 agosto 1846. Conta 2 case e 6 membri, 5 dei quali sacerdoti;[34]
- congregazione austriaca (congregatio austriaca)[35], fondata il 5 aprile 1859. Conta 7 case e 198 membri, 142 dei quali sacerdoti. L'abate presidente risiede presso l'abbazia di Zwettl;[34]
- congregazione dell'Immacolata Concezione (congregatio Immaculatae Conceptionis)[36], fondata il 24 agosto 1867. Conta 5 case e 82 membri, 28 dei quali sacerdoti. L'abate presidente risiede presso l'abbazia di Notre-Dame de Lérins, a Cannes;[34]
- congregazione zircense (Congregatio Zircensis)[37], fondata il 27 gennaio 1923. Conta 8 case e 83 membri, 67 dei quali sacerdoti. L'abate presidente risiede presso l'abbazia di Zirc;[34]
- Congregazione di Casamari (congregatio casamariensis)[38], fondata il 14 dicembre 1928. Conta 18 case e 211 membri, 127 dei quali sacerdoti. L'abate presidente risiede presso l'abbazia di Casamari;[39]
- congregazione di Maria Regina del Mondo (congregatio B.M.V. Reginae Mundi)[40], fondata nel 1953. Conta 10 case e 119 membri, 94 dei quali sacerdoti. L'abate presidente risiede presso l'abbazia di Mogiła a Cracovia;[39]
- congregazione brasiliana (congregatio brasiliensis)[41], fondata il 29 dicembre 1961. Conta 3 case e 53 membri, 24 dei quali sacerdoti. L'abate presidente risiede presso l'abbazia di Santa Cruz, a Itaporanga;[39]
- congregazione della Sacra Famiglia (congregatio S. Familiae)[42], fondata il 6 ottobre 1964. Conta 10 case e 675 membri, 117 dei quali sacerdoti. L'abate presidente risiede presso l'abbazia di Phuoc Son, a Hồ Chí Minh.[39]

Fuori dalle congregazioni esistono 2 monasteri con 11 religiosi, 7 dei quali sacerdoti.
L'ordine conta monasteri in Austria, Belgio, Brasile, Canada, Repubblica Ceca, Cile, Eritrea, Etiopia, Francia, Germania, Italia, Paesi Bassi, Polonia, Slovenia, Spagna, Stati Uniti d'America, Svizzera, Ungheria e Vietnam.
In base alle costituzioni elaborate nel capitolo generale del 1969 (leggermente modificate negli anni successivi e approvate dalla Santa Sede il 16 ottobre 1990), l'ordine è governato da un capitolo generale (composto dagli abati e dai delegati delle singole case o congregazioni) presieduto dall'abate generale. Il capitolo si riunisce ogni cinque anni per legiferare sull'ordine nel suo insieme.
L'abate generale è eletto dal capitolo generale con un mandato di dieci anni ed è rieleggibile. Egli risiede a Roma ed è assistito dal sinodo dell'ordine, un consiglio composto di quattro membri eletti dal capitolo, che si riunisce di norma due volte tra due capitoli generali (ogni due anni). L'abate generale in carica dal 2010 è padre Mauro-Giuseppe Lepori.

## Statistiche
Accanto all'anno, è indicato il numero delle case seguito da quello dei novizi, dei professi di voti temporanei, di quelli di voti perpetui e, nell'ultima colonna, di quello totale dei membri dell'ordine.
| anno | case | novizi | professi temporanei | professi perpetui | totale membri |
| ---- | ---- | ------ | ------------------- | ----------------- | ------------- |
| 1898 | 25   | 46     | 119                 | 804               | 968           |
| 1910 | 27   | 42     | 123                 | 851               | 1.016         |
| 1931 | 39   | 112    | 118                 | 1.092             | 1.322         |
| 1954 | 62   | 97     | 280                 | 1.230             | 1.607         |
| 1963 | 61   | 97     | 203                 | 1.348             | 1.648         |
| 1973 | 63   | 61     | 101                 | 1.328             | 1.490         |

Alla fine del 2008 l'ordine contava complessivamente 84 monasteri e 1.697 membri, 756 dei quali sacerdoti.